# Verdier de Chine
Chloris sinica
Espèce
Statut de conservation UICN

 LC  : Préoccupation mineure
Le Verdier de Chine ou Verdier d'Orient (Chloris sinica, anciennement Carduelis sinica) est une espèce de passereaux appartenant à la famille des Fringillidae.

## Morphologie
Selon les sous-espèces, cet oiseau mesure 12,5 à 15 cm de longueur pour un poids de 20 g.
Le mâle adulte a la face et le croupion verdâtre, la nuque et la calotte grises, une marque sur les ailes et les sous-caudales jaune vif. 
Le dimorphisme sexuel est faible. Toutefois, la femelle à la tête brunâtre est plus terne et plus dans l'ensemble plus pâle bien que le centre de ses plumes soit plus foncé. Le juvénile est rayé et présente les mêmes marques jaunes que l'adulte.

## Distribution
Niche dans tout l’est de la Chine ; au nord, jusqu’en Mongolie Intérieure et dans le sud de la Mandchourie ; au sud, jusque dans le Kouangsi. Nicheur aussi au Japon et dans les îles voisines ainsi qu’à Sakhaline et aux îles Kouriles. Migrateur à Taiwan et visiteur d’été au Kamtchatka et a été récemment observé dans le nord du Viêt Nam.

## Comportement

### Alimentation
Elle est documentée de façon très généraliste: omnivore (bourgeons, graines, fruits, insectes) par la littérature classique mais une série de photos émanant des sites Internet (Oriental Bird Images, cnbird.org.cn, Oiseaux-net) montre différentes plantes consommées (bourse à pasteur, mouron blanc, colza) et graines d’arbres (orme et pin), d’une moracée Broussonetia papyrifera et d’une brassicacée Rapistrum rugosum. D’autres plantes ont été répertoriées, photos à l’appui, par Ottaviani (2011) : des graines d’une lythracée (Lagerstroemia speciosa), d’une astéracée (Wedelia trilobata), d’un buddleia, d’un séneçon et de diverses plantes herbacées ainsi que des grains de riz.

### Comportement social
Hiroshi Nakamura, de l’Université de Kyoto, a mené d’importantes études de terrain, pendant plus de 20 ans, sur le comportement social et la dynamique des populations du verdier du Japon (C. s. minor) dans la préfecture de Kyoto. Nakamura (1969) a d’abord décrit les fluctuations d’effectifs, de juin à septembre et de novembre à mars. Ils sont dus à une augmentation après la saison de reproduction et à un flux migratoire, certains groupes pouvant alors compter près d’une centaine d’individus. Les effectifs les plus faibles ont lieu juste avant la reproduction.
Nakamura (1976) a observé l’installation de plusieurs populations sur leurs sites de nidification. Au départ, elles se rassemblent, en hiver, dans des formations de chênes verts bordant la rivière Chikuma. Chaque population est associée à un arbre particulier et ne se mélange pas avec la suivante, les échanges étant rares pendant tout l’hiver. Au printemps, les membres de chaque population commencent leur dispersion sur les sites de reproduction où les individus les plus âgés prennent possession, les premiers, de leur territoire dans les massifs sempervirents au centre du village. Près de la moitié des oiseaux plus jeunes marquent une tendance à s’établir autour du premier groupe déjà cantonné. L’autre moitié, sur la touche, s’installe à la périphérie du village ou dans des pinèdes alentour.
Nakamura (1979) a étudié le pic de population estival et la mue entre 1972 et 1977 sur le site de Monoyama Mausolea, Ogura soit une superficie d’environ 30 km2. Après la saison de reproduction, en août et en septembre, ils quittent leurs sites pour investir les zones de gagnage, riches en plantes herbacées montées en graines. Ces aires, entourées d’une ceinture de roseaux dans un rayon d’un kilomètre, servent aussi de sites de perchage et de dortoirs. Les juvéniles, complètement emplumés à la mi-avril, commencent leur mue des plumes non volantes environ 30 jours après l’emplumage. Ils arrêtent leur mue en juin et la reprennent à la fin-juillet. La mue des plumes de vol ne commence pas avant la mi-juillet. Chez les adultes, la mue commence au début-juillet.
Nakamura (1982) a étudié le mode opératoire de la formation des couples. Dès leur retour de leurs quartiers d’hiver, mâles et femelles s’installent sur leur site de nidification, notamment en se perchant, bien en vue, sur des cèdres à la cime dénudée. Ils y adoptent des postures d’intimidation et de menace puis se livrent à des parades nuptiales communautaires. Ils forment alors des groupes extrêmement bruyants de cinq ou six individus se livrant à des attitudes de parade, de menace et de combat. Une hiérarchie sociale se crée au sein de chaque groupe et le mode de formation des couples est directement corrélé au rang social des individus.
Nakamura (1991) a étudié l’organisation sociale au cours de la saison de reproduction au moyen de bagues colorées. Les verdiers manifestent une fidélité évidente à leur territoire de l’année précédente où ils se reproduisent en petites colonies. La formation des couples a lieu dès l’automne et ils resteront unis tout au long de la reproduction. Les couples formés établissent leur territoire autour d’une aire commune de parade mais ceux qui ne se sont pas appariés en automne quittent ce site et s’installent plus loin. Les territoires occupés autour de l’aire de parade constituent un groupe de territoires. En revanche, les territoires occupés loin de l’aire de parade sont isolés et ne forment jamais de tels regroupements.

### Voix
Elle rappelle beaucoup celles du verdier d’Europe.

### Reproduction

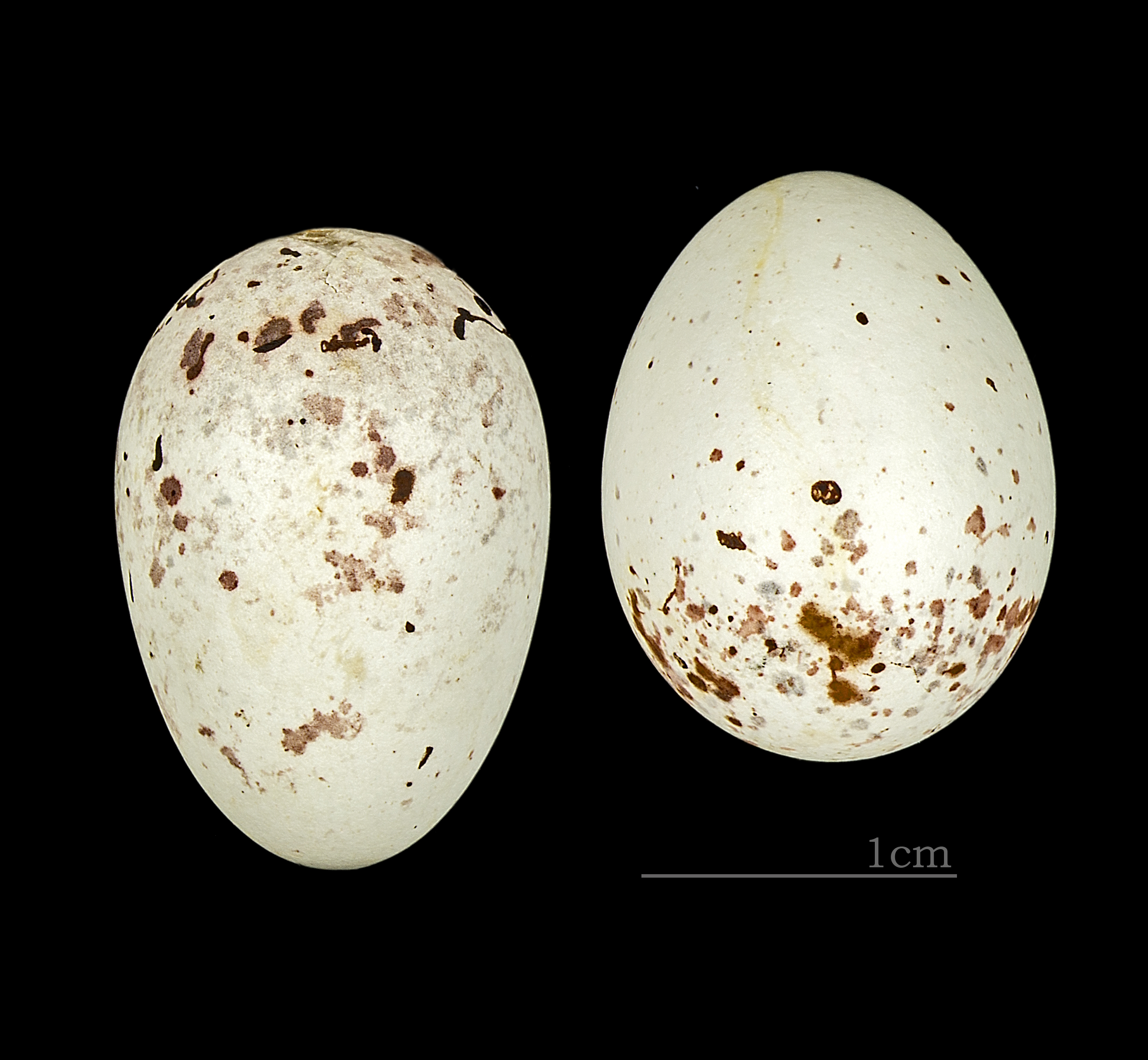
Œufs de Chloris sinica Muséum de Toulouse

## Répartition et habitat
Au Japon, il fréquente les vallées couvertes de broussailles et de buissons, les rizières et autres champs cultivés, les vergers et les flancs des collines boisées jusqu’à 2 400 m d’altitude, les rives des cours d’eau ainsi que les lisières des forêts de conifères et de feuillus, gagnant les plaines et même les abords des zones suburbaines en hiver. En Chine, c’est davantage un oiseau des vallées boisées, des fourrés, des terres cultivées, des forêts de conifères et des bords de rivières.

## Systématique
L'espèce a été décrite  par le naturaliste suédois Carl von Linné en 1766.

### Taxinomie
Suivant les travaux de Sangster et al., cette espèce est déplacée du genre Carduelis par le Congrès ornithologique international dans sa classification de référence (version 2.10, 2011).

## Sous-espèces
Selon la classification de référence du Congrès ornithologique international (14.2, 2024) :
- Chloris sinica ussuriensis (Hartert, 1903 — sud-est de la Mongolie Intérieure, Hebei, nord de la Corée, est de la Mandchourie, Oussouri.
- Chloris sinica kawarahiba (Temminck, 1836) — Kamtchatka, Sakhaline et Kouriles ; hiverne au Japon, jusqu’à Okinawa.
- Chloris sinica minor (Temminck & Schlegel, 1848) — sud de la Corée et Jeju ; Japon, péninsule d'Izu et îles Ryūkyū.
- Chloris sinica sinica (Linné, 1766 — centre/est de la Chine et littoral du Viêt Nam

Il n’existe pas de différences très marquées entre les sous-espèces. Elles se distinguent par une coloration générale plus riche (kawarahiba), plus terne et plus grise (ussuriensis) ou par une taille plus petite (minor : 12,5–13 cm).
Les formes sichitoensis, tokumii et chabarovi (plus brune et plus foncée ; nord-est de la Mongolie Intérieure, sud de la Mandchourie, Khabarovsk, sud de l’Amour) ne sont pas considérées comme valides.